# Plymouth Cranbrook
La Cranbrook è un'autovettura full-size prodotta dalla Plymouth dal 1951 al 1953.
Il modello sostituì la Special Deluxe in occasione di un rinnovamento della gamma deciso dalla Plymouth, che comprendeva anche il cambio di denominazione delle vetture. La Cranbrook era molto simile alla Concord ed alla Cambridge ma era dotata, rispetto a queste ultime, di un livello di allestimento superiore.

## Storia

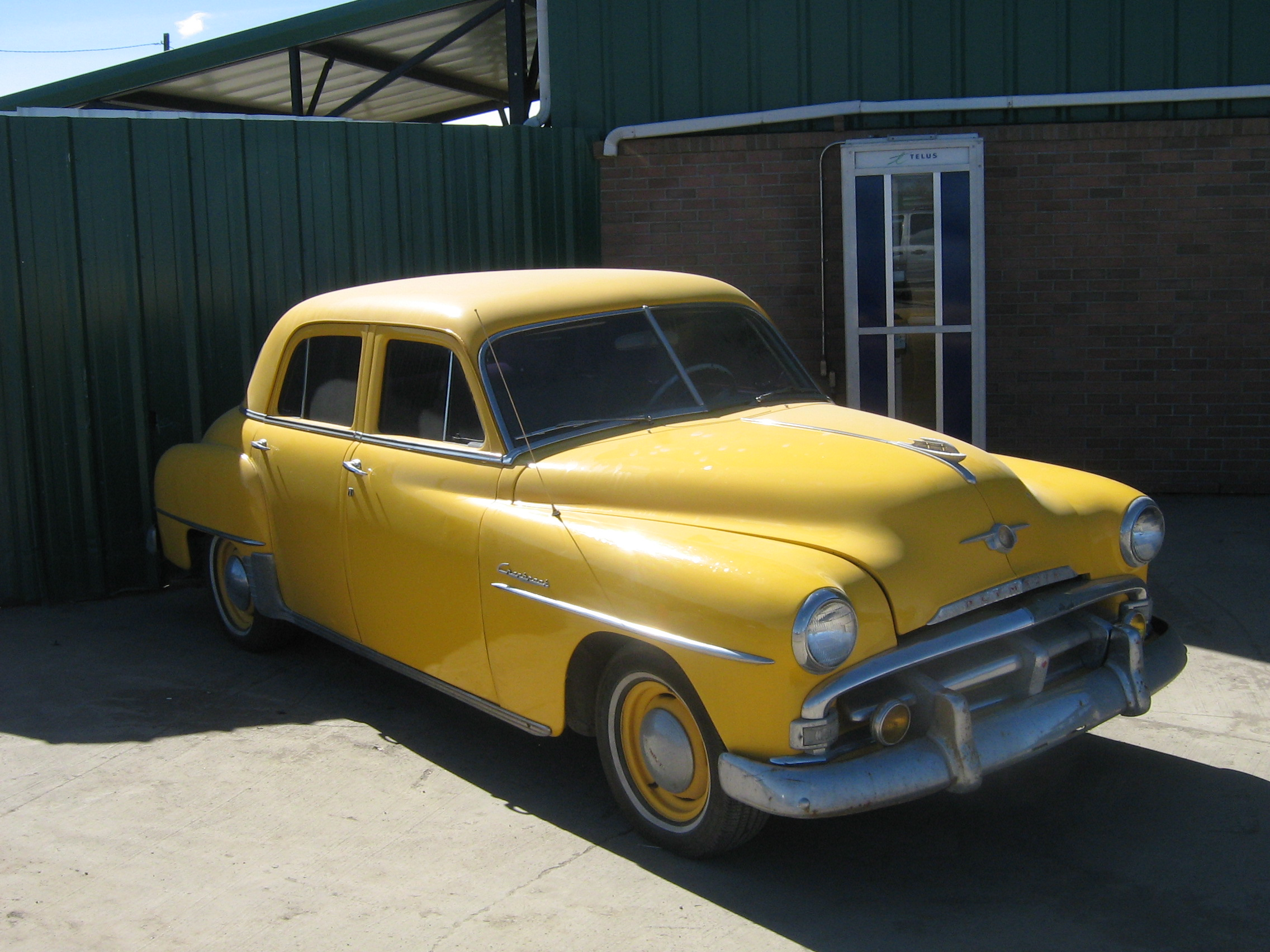
Una Plymouth Cranbrook berlina del 1952

Ci sono due ipotesi che spiegano l'origine del nome del modello. La prima considera la possibilità che il nome della vettura derivi da una città canadese della Columbia Britannica, Cranbrook, mentre la seconda supposizione ipotizza che la denominazione provenga da Cranbrook Drive, che è una via di Detroit ubicata nei pressi dello stabilimento principale della Dodge.
Considerando l'epoca in cui venne prodotto, il modello fu dotato di una linea decisamente tradizionale, ma che prediligeva anche la comodità. Ad esempio, la Cranbrook fu progettata tenendo conto della possibilità che il conducente guidasse la vettura indossando un cappello sulla testa, e quindi fu prevista una certa quantità di spazio nella parte superiore dell'abitacolo. Ciò fu in controtendenza rispetto a quanto accadeva sui modelli concorrenti, dato che all'epoca si tendeva a realizzare dei modelli il più possibile ribassati.
Le differenze tra la Special Deluxe del 1951 e la Cranbrook dell'anno successivo erano minime, tant'è che i due modelli avevano moltissimi componenti intercambiabili. Ad esempio erano scambiabili i vetri e le portiere, ma non le guarnizioni in gomma. Inoltre, erano presenti delle differenze nell'equipaggiamento, seppur minime. Sulla Cranbrook il parabrezza era costituito da un solo pezzo ed il vano porta guanti era stato spostato al centro del cruscotto per essere facilmente raggiungibile dal conducente.
La Cranbrook è stata prodotta in quattro versioni: berlina quattro porte, coupé due porte, hardtop due porte e cabriolet due porte. Il motore disponibile fu solo uno, vale a dire un sei cilindri in linea da 3,6 L di cilindrata. Dal 1951 al 1952 la potenza erogata fu di 97 CV, mentre nel 1953 questo propulsore fu potenziato in modo tale da sviluppare 100 CV.
La Cranbrook, oltre ad essere prodotta negli Stati Uniti, venne anche assemblata in Australia.
Nel 1954 il modello fu tolto dai listini e venne sostituito dalla Belvedere, che precedentemente faceva parte della gamma della Cranbrook. Questa sottoserie era commercializzata con il nome di "Cranbrook Belvedere".